# 夕風 (駆逐艦)
|                | |
| 艦歴           | |
| 計画           | 1918年度（八六艦隊案） |
| 起工           | 1920年12月14日 |
| 進水           | 1921年5月28日 |
| 竣工           | 1921年8月24日 |
| 除籍           | 1945年10月5日 |
| その後         | 1945年12月1日特別輸送艦指定 1947年8月イギリス引渡                                                                                           |
| 要目           | |
| 排水量         | 基準：1,215トン 公試：1,345トン |
| 全長           | 102.6メートル |
| 全幅           | 8.92メートル |
| 吃水           | 2.79メートル |
| 機関           | ロ号艦本式缶4基 パーソンズ式タービン2基2軸 38,500馬力                                                                                       |
| 速力           | 39ノット |
| 航続距離       | 14ノットで3,600海里 |
| 燃料           | 重油：395トン |
| 乗員           | 154名 |
| 兵装           | 45口径三年式12cm単装砲4門 三年式6.5mm単装機銃2挺 53.3cm連装魚雷発射管3基 （魚雷8本） 一号機雷16個                                           |
| 要目（最終時） | |
| 兵装           | 45口径12cm単装砲2門 九六式25mm機銃連装4基、同単装4基 53.3cm連装魚雷発射管1基 爆雷投射機2、爆雷36個 93式水中聴音機1基 93式探信儀1基 13号電探 |

夕風（ゆうかぜ/ゆふかぜ）は、日本海軍の駆逐艦。峯風型駆逐艦（一等駆逐艦）の10番艦である。艦名は夕方または日暮れに吹く風を意味する。

## 概要
駆逐艦夕風（ゆうかぜ/ゆふかぜ）は、日本海軍が三菱長崎造船所で建造した峯風型駆逐艦。1941年（昭和16年）12月8日の大東亜戦争（太平洋戦争）開戦時は、第三航空戦隊（鳳翔、瑞鳳、夕風、三日月）に所属していた。三航戦は、戦艦部隊と共に内海西部で訓練や警戒任務に従事した。1942年（昭和17年）4月1日に三航戦は解隊されたが、6月のミッドウェー作戦には4隻そろって参加した。その後、鳳翔と夕風は日本本土で訓練部隊に所属した。その後、夕風は対潜掃蕩に従事して終戦を迎えた。復員輸送艦として行動したあと、賠償艦としてイギリスに引き渡された。

## 艦歴

### 大正時代
1919年（大正8年）5月24日、日本海軍は一等駆逐艦5隻をそれぞれ汐風（しほかぜ）、秋風（あきかぜ）、夕風（ゆふかぜ）、太刀風（たちかぜ）、帆風（ほかぜ）と命名する。各艦は一等駆逐艦に類別された。
このうち、「秋風」と「夕風」は同時期に三菱長崎造船所で建造された。
1920年（大正9年）12月14日、三菱長崎造船所で軽巡「木曾」と駆逐艦「秋風」が進水する。同日、同造船所は「夕風」を起工した。
1921年（大正10年）5月28日、進水した。同年8月24日、竣工した。横須賀鎮守府籍に編入。
同年12月1日、日本海軍は峯風型4隻（夕風、汐風、帆風、太刀風）で第3駆逐隊を編成した。第二艦隊に所属。
1923年（大正12年）12月1日、駆逐隊の編制替がおこなわれ、第2駆逐隊（峯風、澤風、沖風、夕風）に所属した。
1924年（大正13年）12月1日、駆逐隊の編制替がおこなわれ、第3駆逐隊（汐風、島風、灘風、夕風）となった。第3駆逐隊は、しばらくこの編制で行動をつづけた。
1925年（大正14年）4月16日、エドガー・バンクロフト駐日アメリカ合衆国大使を乗せて横浜港を出発、相模湾を横断して伊豆半島の下田に送り届けた（帰京は陸路）。
1928年（昭和3年）10月11日午後9時20分、東京湾浦賀水道において小演習に参加中、僚艦「島風」に衝突した。その右舷艦首に大破口を生じる損害を与え、「夕風」も艦首に軽微な損傷が生じ修理を行った。
1929年（昭和4年）5月2日、ジョージ5世（イギリス国王）の名代としてグロスター公ヘンリー皇子が重巡「サフォーク」を御召艦として訪日し、横浜港に到着した。この際、重巡「加古」と「古鷹」が奉迎艦に指定され、第3駆逐隊（灘風、島風、夕風、汐風）が三浦半島城ヶ島沖まで「サフォーク」を出迎えた。

### 支那事変から第二次世界大戦まで
1936年（昭和11年）2月26日に勃発した二・二六事件では、横須賀警備戦隊旗艦の「木曾」と第3駆逐隊（島風、灘風、夕風）、第七駆逐隊（潮、曙、朧）等と出動。海軍陸戦隊を横須賀から芝浦へ輸送する任務に就く。
1937年（昭和12年）8月19日、「夕風」は第3駆逐隊から一旦はずされた。9月1日に復帰したが、同年11月19日に再び第3駆逐隊から除かれた。
同年以降、華中の沿岸作戦に参加した他、南洋諸島や樺太沿岸の警備任務に就いた。
1938年（昭和13年）12月15日、第3駆逐隊は解隊された。
1940年（昭和15年）11月15日、日本海軍は小型空母「鳳翔」および「龍驤」と、峯風型駆逐艦4隻の第34駆逐隊（秋風、羽風、太刀風、夕風）により、第一艦隊隷下に第三航空戦隊（司令官角田覚治少将）を新編した。
1941年（昭和16年）3月には台湾海峡東方海上にて座礁したが、満ち潮と共に離礁に成功し事なきを得た。
同年4月10日、日本海軍は第一航空艦隊（司令長官南雲忠一中将）を新編した。同日付で「龍驤」は新編の第四航空戦隊（司令官桑原虎雄少将）旗艦に転じ、第三航空戦隊には剣埼型潜水母艦を改造した軽空母「瑞鳳」が編入される。

「夕風」は第34駆逐隊より除籍され、そのまま第三航空戦隊に所属した。
さらに駆逐隊に所属していなかった駆逐艦「三日月」も4月10日付で第三航空戦隊に編入される。第三航空戦隊は4隻（鳳翔、瑞鳳、三日月、夕風）となった。
9月1日、第三航空戦隊司令官と第四航空戦隊司令官を入れ替える人事がおこなわれ、角田覚治少将は四航戦司令官へ転任した。それまでの四航戦司令官桑原虎雄少将が三航戦司令官に補職される。「夕風」は臨時の第三航空戦隊旗艦を務めた。第一艦隊（司令長官高須四郎中将）隷下の第三航空戦隊は、空母2隻（鳳翔、瑞鳳）と駆逐艦2隻（夕風、三日月）という編制で太平洋戦争開戦をむかえた。

### 第二次世界大戦時
大東亜戦争（太平洋戦争）開戦日となった1941年（昭和16年）12月8日朝、連合艦隊司令長官山本五十六大将直率の主力戦艦部隊と共に出撃する。第三航空戦隊（空母〈瑞鳳、鳳翔〉、駆逐艦〈三日月、夕風〉）として主力部隊と行動を共にした。
南雲機動部隊の損傷艦収容や掩護を目的に出撃したが、機動部隊のハワイ奇襲作戦成功をうけて小笠原群島近海で反転した。この時、「鳳翔」は護衛の駆逐艦3隻と共に主力部隊から落伍していた。主力部隊は13日朝に桂島泊地に帰投する。「鳳翔」は主力部隊から数日遅れて呉に帰投した。
1942年（昭和17年）3月12日、米機動部隊による東京空襲を警戒し、索敵のため「鳳翔」と共に小笠原諸島まで出撃する。しかし、会敵しなかったため父島に寄港し、補給の後帰投した。途中台風に遭遇、最大傾斜65度を記録。
4月1日、第三航空戦隊は解隊された。各艦は第一艦隊付属になった。
同年6月に起こったミッドウェー作戦における「鳳翔」と「夕風」は、戦艦大和（連合艦隊司令長官山本五十六大将座乗）以下の主力部隊護衛として出撃する。「夕風」は併せて洋上給油用タンカーの護衛も行った。しかしミッドウェー海戦により日本海軍は大敗、主力部隊も後退したため戦闘には不参加だった。6月14日、連合艦隊主隊は桂島泊地に到着した。
7月14日、「鳳翔」と「夕風」および第一航空基地隊は新編された第三艦隊（司令長官南雲忠一中将）の付属となった。
以後も「鳳翔」に付随し、内海で対潜哨戒及び「鳳翔」の追躡駆逐艦として空母着艦訓練の支援（航空関係者は"トンボ釣り"と呼称、駆逐艦乗組員は"あとおし"と呼称）に従事する。時には、「鳳翔」と共に航空部隊が行う雷爆撃訓練の目標艦も務め、演習終了後には訓練魚雷を大分航空隊基地に運搬した。なお、この雷爆撃訓練には後に陸軍機も参加している。「鳳翔」に対する雷撃訓練も行ったという。
「夕風」は舞鶴鎮守府在籍艦だったため、定期入渠修理は舞鶴海軍工廠でおこない、その他は瀬戸内海で「鳳翔」の「あとおし」に従事した。「鳳翔」の他にも改造空母（千歳、千代田、神鷹、海鷹）の着艦公試にも警戒艦として随伴している。この事もあって外地には殆ど出なかったため戦績も無く、武勲や戦果には恵まれなかったが、終戦まで無傷で残存していた。なお大戦末期でも、30ノット程で航行できたという。また、終戦時残存していた峯風型は4隻であり、うち「澤風」は対潜学校の試験・練習艦に改装、「汐風」「波風」は回天搭載艦に改造されていた。

### 訓練部隊
1943年（昭和18年）1月15日、日本海軍は第三艦隊の隷下に第五十航空戦隊を新編した。五十航戦隊の任務は、母艦搭乗員の錬成を主目的とし、整備員の育成、発着艦・雷爆撃訓練、横須賀を初めとする基地航空隊、内海へ帰還した空母の艦載機隊、内地留守部隊、新造艦、潜水艦学校等が行う各種訓練への協力、本土近海に出没し始めた米潜水艦への対処・哨戒と多岐に渡った。最初の所属部隊（艦）は、鹿屋海軍航空隊、築城海軍航空隊のほか、空母「鳳翔」と「龍鳳」、「夕風」、標的艦「摂津」（機動部隊訓練部隊）であった。
夕風の任務は空母に随伴しての「警戒艦」、雷撃実射訓練で投下された訓練用魚雷を回収する「採収艦」、実弾射撃演習の標的を曳航する「曳的艦」の他、自らが航空隊や潜水艦の標的となる「目標艦」、自艦で行う対空対潜訓練への協力等と多忙であった。司令部では「老齢駆逐艦一隻では訓練に支障あり」として駆逐艦の増配を求めたが、実現しなかった。
1944年（昭和19年）1月1日、日本海軍は第五十航空戦隊を解隊する。「鳳翔」や「夕風」は、第十二航空艦隊隷下の第五十一航空戦隊に編入された。2月2日、「鳳翔」や「夕風」、「摂津」は連合艦隊附属となった。

### 「海鷹」曳航

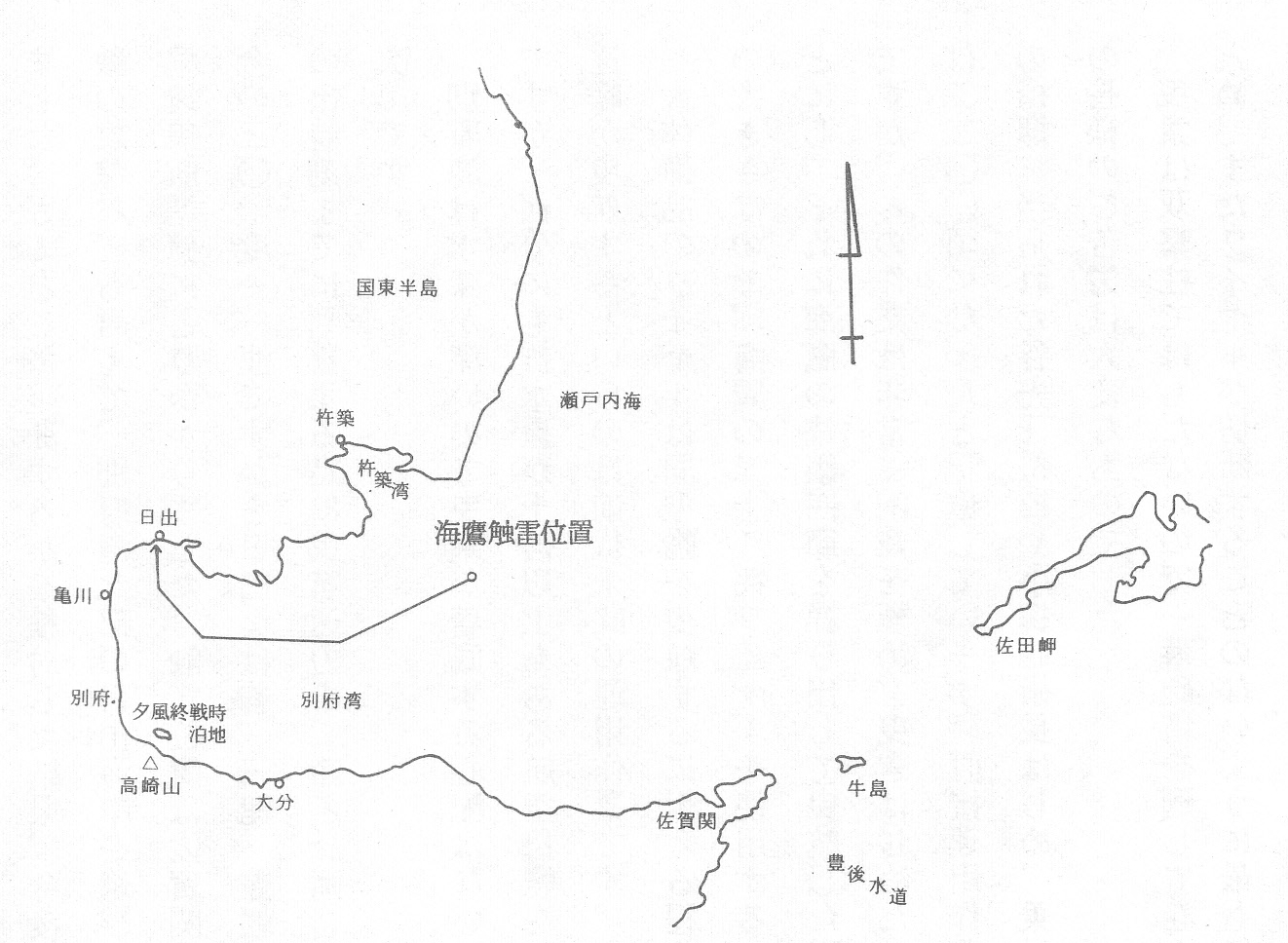
海鷹の曳航路

1945年（昭和20年）春頃、「鳳翔」が予備艦となって呉港に繋留された事に伴い、「夕風」は別府方面へ異動となった。新たな任務は空母「海鷹」と共に、地上発進の航空特別攻撃隊や、水中特攻兵器「回天」（大分県大神にあった回天基地所属）の標的艦訓練であった。7月24日、別府湾内で空襲を受け、無傷で回避したものの、山口県の室津港へ退避することにした。しかし別府湾を出た直後の夕刻（16時30分頃）、「海鷹」は艦尾に触雷、航行不能となった。
このままでは翌日の空襲で撃沈必至であったため、両艦艦長相談の上、ひとまず海岸まで曳航し、坐洲させることとなった。とはいえ、基準排水量1200トン程の駆逐艦が同量14000トン程もある大鷹型航空母艦を曳航するのは困難の極みであった。曳索は「海鷹」の備品直径28mmワイヤーを使用、これを夕風の一番砲塔に巻きつけ、さらに海鷹の錨鎖も海中に降ろして錘とする等ワイヤが緊張しないよう工夫し、ようやく曳航が始まったのは22時頃であったという。速度も2ノット程しか出せなかったが、幸い海も風も凪いでいて、曳航中にワイヤが切れる事はなかった。しかし、一番砲塔基部で油漏れが発生し、かなりの緊張を強いられた。夜半、空襲を受けたが無事切り抜け、翌朝8時頃、別府湾北奥の日出海岸（日出町)に到着した。
「海鷹」を出来る限り海岸に近づけた後は惰性で坐洲させるべく、曳航したまま海岸に接近した。その為ワイヤを切り離した際、負荷から解放されて急加速しあわや座礁しかけたが、回避に成功し事無きを得た。スクリューが海底の泥を巻き上げるほどの浅瀬まで接近しており、危機一髪であった。その後「夕風」は艦首部に防舷物をぶ厚く取り付け、不十分な位置で停止した海鷹の艦首と艦尾を海岸に向けて交互に押し、ようやく坐洲に成功した。
全ての作業を終えた「夕風」が別府港の錨地に帰ったのは、25日昼頃であった。なお、これは日本海軍における、駆逐艦による空母曳航唯一の成功例である。

### 「海鷹」その後
「海鷹」は度重なるイギリス太平洋艦隊やアメリカ軍空母機動部隊から飛来した艦上機の空襲を受け大破浸水、触雷から4日後の7月28日遂に放棄された。乗組員の殆どは既に退艦していたが、対空要員として残っていた内、20数名が戦死した。
戦後、生き残った「海鷹」乗組員は、「もし曳航が失敗して外洋で漂流中に撃沈されていたら、犠牲は何十倍にもなっただろう」と、夕風乗組員に大変感謝していたという。海鷹乗組員の回想では、当時900名程が乗り組んでいたとあり、定員を大幅に上回っているが、これは夕風も同様であった。戦時下で増員したと思われるが、実数は不明である。
海鷹空襲の際、合わせて別府方面にも連合国軍機の空襲が行われた。「夕風」も数度対空戦闘を行ったが、被害も戦果もなく切り抜けている。その後の標的艦訓練は本艦のみで続けられたが、8月に入ると空襲を避けるため夜間しか活動出来なくなっていた。

### 復員船として
終戦を別府湾で迎えた後、呉港へ回航。1945年（昭和20年）10月に除籍され、同年12月、特別輸送艦の指定を受け、都合19回の復員輸送に従事。軍人約2,000名、邦人約6,300名の輸送に当たる。
引揚者の輸送実績は以下の通り。
- 博多～釜山:10回、邦人約3,900名（朝鮮半島方面、昭和20年10月～昭和21年1月）
- 博多～上海:4回、軍人約2,000名
- 博多～葫芦島（ころとう、旧満州）:5回、邦人約2400名（大陸方面、昭和21年3月～昭和21年8月）
- 計19回、約8,300名

なお復員船として行動するにあたって、1946年（昭和21年）1月、第一・三番魚雷発射管跡、及び第三居住区上甲板の三箇所に人員輸送用デッキハウスを設置している。
復員業務終了後、横須賀港長浦にて繋船した。ここでは、同じく復員業務を終えた「鳳翔」も繋船されていた。古参の乗組員は「二度と見られまい」と思っていただけに、特に懐かしがったという。

### シンガポール回航
その後、特別保管艦（賠償艦）に指定され、1947年（昭和22年）7月、イギリスへ引き渡しとなる10隻が佐世保に集結される。食糧運搬艦「早埼」を旗艦とし、26日にイギリス領シンガポールへ向けて出航した。回航艦は駆逐艦、海防艦、駆潜艇等が含まれていたが、戦時急造艦も多く、故障や漂泊が多発したという。
夕風は故障もなく、単艦先行して他艦より一日早い、8月15日にシンガポールのセレター軍港に到着した。この時の艦長田口康生氏（「雪風」航海長や砲術長等）の回想によると、そこでは在シンガポールのインド人が百数十人も集まり、「インド独立の記念と御礼に」と、日本の愛唱歌「愛国行進曲」を日本語で合唱する歓迎を受けたという。
翌16日には他艦も到着、引渡し作業を行った。その後、まだ現地に残っていた南西方面艦隊司令部に挨拶・報告をすませ、回航員は「早埼」にて帰国の途に就いた。その後夕風は現地で解体され、26年の艦歴を閉じた。夕風元乗組員は、「（雪風に乗船していた）田口氏に最期を見届けていただいた事といい、夕風と乗組員はまことに幸運であった」と述懐している。
—注釈—
・上記は田口康生氏が夕風会に寄稿した回想記の要約、抜粋である。同氏は当時横須賀で駆潜艇の保管業務を担当していた。
舞鶴鎮守府所属の夕風は日本海側出身の乗組員が多かった。この為係船から引き渡しまでの一年余りの間に旧来の乗組員は退艦、復員済みであり、回航要員は田口氏含め近郊から集められた。夕風会会報ではこの回想記で初めて最後の航海の詳細を知った、と記している。また戦後三十年以上経てからの回想な為、記憶違いや誤りがあるであろう事を謝罪している。回航時の基準艦については、早埼はソ連への賠償艦の基準艦として佐世保からナホトカ間を往復した後ソ連に引き渡された。荒埼は米国への賠償艦として引き渡されたが後に返還され、改造後に水産大学(現　東京海洋大学)練習船「海鷹丸（うみたかまる）」となった。

## 幸運の斧
夕風の進水式で使われた支綱切断用手斧は、そのまま艦内で保管されていた。戦後は旧乗組員で結成された「夕風会」で大切に保管されていたが、戦後50年の節目に、夕風の故郷、三菱重工業長崎造船所の史料館に寄贈された。三菱側はこれを「幸運の斧」と命名し、大正時代のコーナーに展示している。なお同造船所は、海鷹の前身「あるぜんちな丸」の建造と空母への改造も行っていた。

## 絵葉書

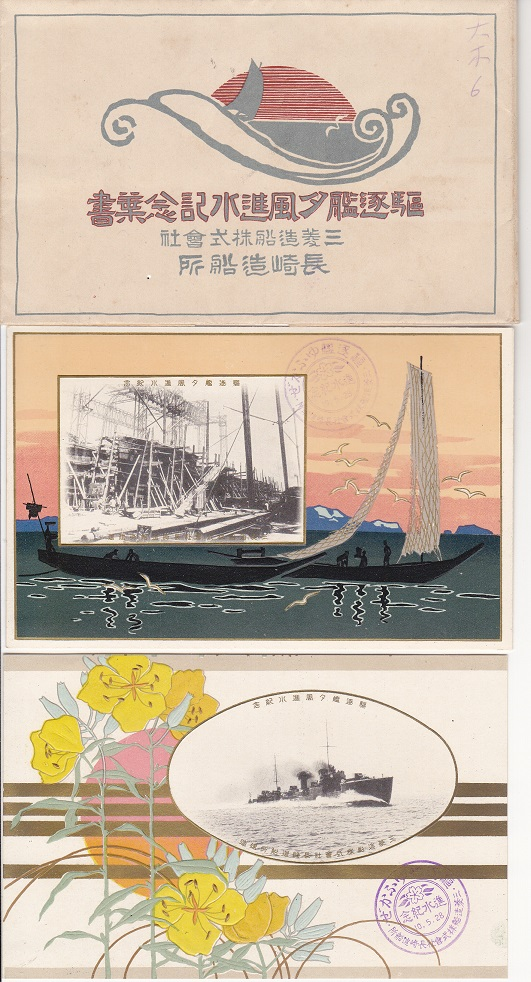
夕風絵葉書

進水式で配布された記念絵葉書は二種類確認されている。
- 1.船台上の夕風（写真）と、夕景を進む帆掛け舟（もしくは漁船）のイラスト
- 2.全力公試運転中の峯風型（写真）と、水平線に沈む夕日のイメージに百合と思われる花を添えたイラスト

絵葉書を入れた袋にも、夕日と風、帆掛け舟がデザインされている。

## 歴代艦長
※『艦長たちの軍艦史』229-231頁による。階級は就任時のもの。

### 艤装員長
- 土田数雄 中佐：1921年6月1日 -

### 駆逐艦長
- 土田数雄 中佐：1921年8月24日 - 1921年12月1日[75]
- 岩崎本彦 中佐：1921年12月1日[75] - 1922年2月20日[76]
- 丸山半三郎 中佐：1922年2月20日[76] - 1922年8月10日[77]
- 北川清 中佐：1922年8月10日[77] - 1922年12月1日[78]
- （心得）赤沢堅三郎 少佐：1922年12月1日[78] - 1923年11月1日[79]
- （心得）斎藤二朗 少佐：1923年11月1日 - 不詳
- 斎藤二朗 中佐：不詳 - 1925年12月1日[80]
- 柏木英 中佐：1925年12月1日 - 1926年12月1日 ※同日より予備艦
- 古瀬倉蔵 少佐：1926年12月1日[81] -  1927年12月1日[82]
- 平岡貞 少佐：1927年12月1日 - 1928年12月10日
- 志賀忠一 少佐：1928年12月10日 - 1929年7月20日[83]
- 樋口通達 中佐：1929年7月20日 - 1929年11月30日 ※同日より予備艦
- （兼）上野正雄 少佐：1929年11月30日[84] - 1930年11月15日[85]
- 久宗米次郎 少佐：1930年11月15日 - 1932年12月1日 ※同日より予備艦
- （兼）森可久 少佐：1932年12月1日[86] - 1933年5月25日[87]
- 有田貢 少佐：1933年5月25日 - 1935年4月1日[88]
- 森圭作 少佐：1935年4月1日 - 1937年6月1日[89]
- 大田春男 少佐：1937年6月1日 - 1938年7月25日[90] ※1937年12月9日より予備艦
- 吉井五郎 少佐：1938年7月25日 - 1939年11月15日[91]
- 江原晃 少佐：1939年11月15日 - 1940年3月20日[92] ※同日より予備艦
- （兼）山口達也 少佐：1940年3月20日[92] - 1940年11月15日[93]
- 笹田兼雄 少佐：1940年11月15日 - 1941年8月20日[94]
- 梶本顗 少佐：1941年8月20日 -
- 石戸勇 大尉：1942年6月25日 -
- 山崎仁太郎 少佐：1943年8月10日[95] -
- 橋口百治 大尉：1943年10月15日 -
- 田久保龍雄 少佐：1945年3月1日 -
- 田口 康生（階級不詳）：1947年7月 -　シンガポール回航時

## 夕風が登場する作品
- 『ゴジラ-1.0』 - 駆逐艦「雪風」、「響」、「欅」等と共に登場する。主砲や機銃、魚雷発射管は撤去された状態になっているものの、魚雷発射管の旋回機構や、機銃台などは残されている。また、GHQの管理下に置かれていたために、両舷側に「YUKAZE」と記されている。